# Gižiginski zaljev
Gižiginski zaljev (rus. Гижигинская губа) je široki zaljev sjeverozapadno od Kamčatke. Ovo je zapadni krak zaljeva Šelikova, u Ohotskom moru, a drugi krak čini zaljev Penžin.

## Geografija
S istoka je ograničen pouotokom Tajgonosom, koji ga dijeli od zaljeva Penžina. 
Dug je oko 148 km i širok oko 260 km. Najveća dubina u zaljevu je 88 metara, a visina plime je iznad 9 metara. Obala je srtma i stjenovita, za razliku od ravnijeg terena koji se nalazi istočnije.
Najveće naselje na obali je Evensk. Rijeka Gižiga, duga oko 145 km, ulijeva se u zaljev. Na lijevoj obali ove rijeke, oko 25 km od ušća, je i grad Gižiga, osnovan 1753. Oko 1866., grad je bio važno trgovačko središte u području između Ohotska i Anadirska. U to je vrijeme grad sačinjavalo 50 do 60 brvnara, ruski upravitelj i 4 ili 5 trgovaca, a redovito su ga posjećivali ruski vladin brod za opskrbu i američki trgovački brodovi.

## Flora i fauna
Pacifička haringa (Clupea pallasii) je čest gost u ovim vodama.